# Ammassivik
Ammassivik (danés: Sletten, antiguamente Angmagssivik) es una localidad en la municipalidad de Kujalleq, al sur de Groenlandia (Dinamarca), ubicado a 60°36′N 45°24′O. En 2010 tenía una población de 74 habitantes.

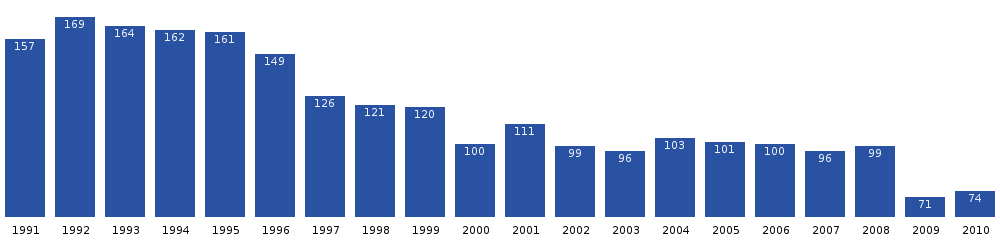
Evolución demográfica.